# Dichostates renaudi
Dichostates renaudi är en skalbaggsart som beskrevs av Stefan von Breuning 1961. Dichostates renaudi ingår i släktet Dichostates och familjen långhorningar. Inga underarter finns listade i Catalogue of Life.